# 瞞天過海
「瞞天過海」是兵法三十六計的第一計。
原文為：「備周則意怠；常見則不疑。陰在陽之內，不在陽之對。太陽，太陰。」其意思是在最公開的場合，實現最隱密的目的。

“瞒天过海”用在兵法上，是一种示假隐真的疑兵之计，用来作战役伪装，以期达到出其不意的战斗成果。現在這個詞語則引申至比喻欺騙的手法很高明。

## 按语
密謀能夠成功，並不是非要在祕密的時間和隱蔽的地點施行。如半夜三更去做賊，在偏避的窄巷中殺人，全是愚蠢無知的人所幹的，並不是那些有一定見識的智謀之士所能幹的出來的。
孔融被黃巾軍管亥所圍，便叫太史慈前往幫助。太史慈便奉母命往援孔融，他殺入重圍與孔融會合後，先以「韜晦之計」使黃巾軍懈怠（太史慈連續兩天於清晨時引領從人，帶備弓箭及箭靶到北海城門之下，裝作練習射箭然後回城。黃巾軍隊起初驚疑，後來習以為常，不復為備，太史慈便於第三天突擊，成功出圍），突破黃巾軍包圍，前往劉備處求助，圍解後，孔融向太史慈說：「卿吾之少友也。」表示相當看重。太史慈回家拜母後，其母亦說：「我喜汝有以報孔北海也。」